# Hejőpapi
Hejőpapi ist eine ungarische Gemeinde im Kreis Mezőcsát im Komitat Borsod-Abaúj-Zemplén.

## Geografische Lage
Hejőpapi liegt in Nordungarn, 21 Kilometer südlich des Komitatssitzes Miskolc, am rechten Ufer des Flusses Hejő.
Nachbargemeinden sind Hejőbába 7 km, Hejőszalonta 5 km und Igrici 6 km.
Die nächste Stadt Nyékládháza ist 14 km von Hejőpapi entfernt.

## Geschichte
Im Jahr 1913 gab es in der damaligen Kleingemeinde 296 Häuser und 1065 Einwohner auf einer Fläche von 2793 Katastraljochen. Sie gehörte zu dieser Zeit zum Bezirk Mezőcsát im Komitat Borsod.

## Sehenswürdigkeiten
- Reformierte Kirche, ursprünglich 1790 erbaut, in den 1960er Jahren abgebrannt und restauriert
- Römisch-katholische Kirche Kisboldogasszony, erbaut 1983

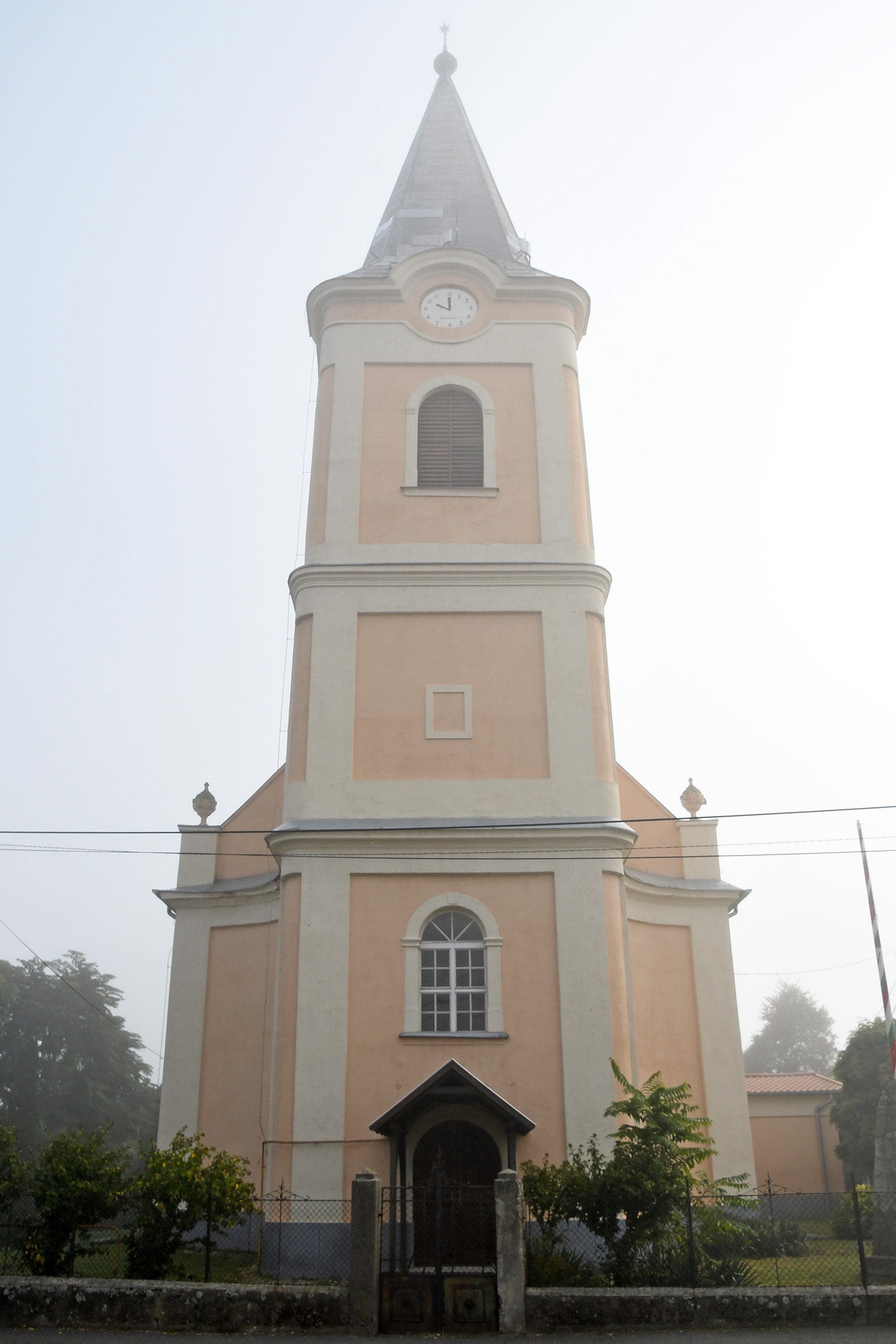
Reformierte Kirche
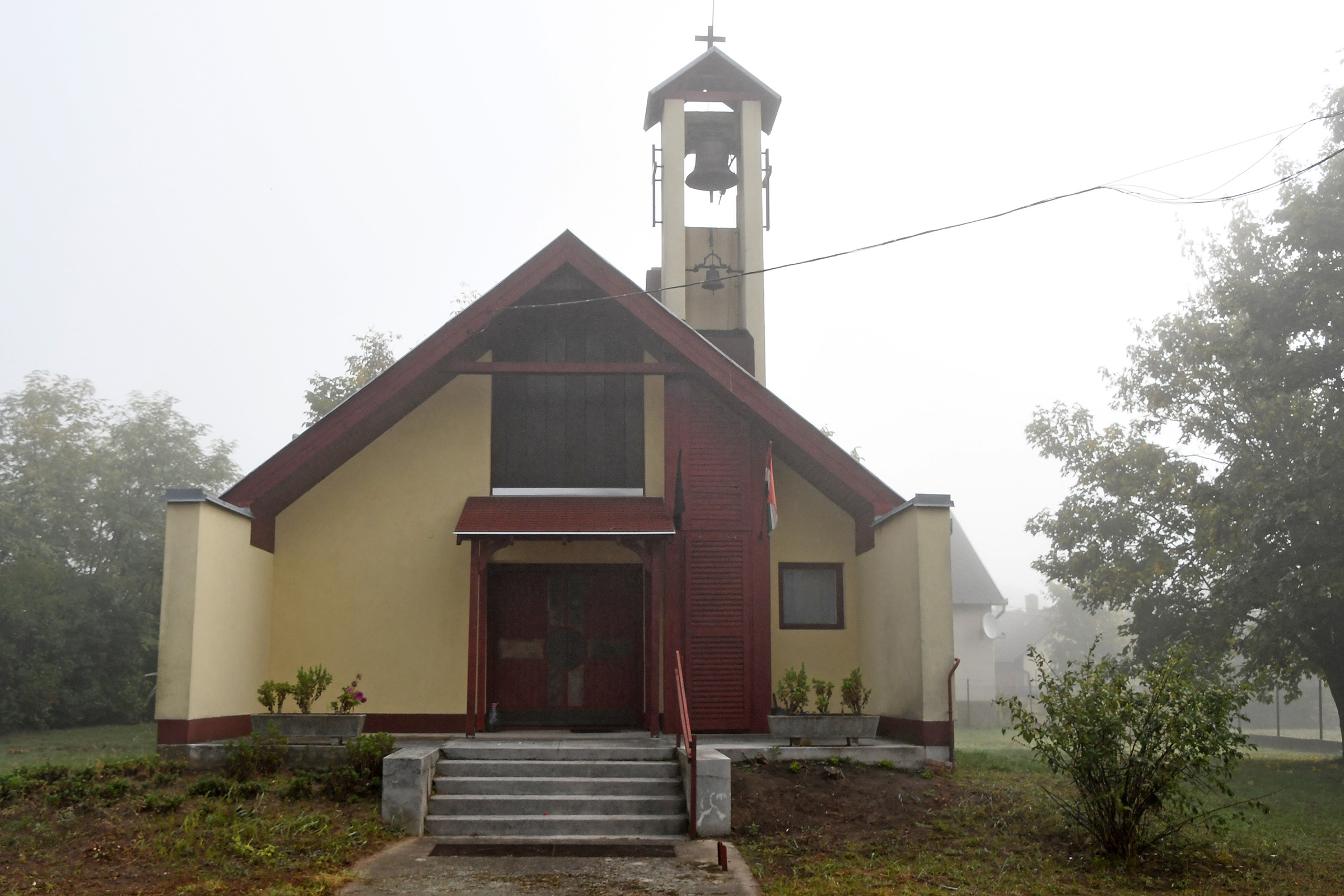
Römisch-katholische Kirche Kisboldogasszony

## Verkehr
Durch Hejőpapi verläuft die Landstraße Nr. 3312. Der nächstgelegene Bahnhof befindet sich nördlich in Hejőkeresztúr.